# Kazuo Ozaki
Kazuo Ozaki (尾崎 加寿夫, Ozaki Kazuo, Tokio, 7 maart 1960) is een Japans voormalig voetballer die als aanvaller speelde.

## Clubcarrière
In 1975 ging Ozaki naar de Nihon University High School, waar hij in het schoolteam voetbalde. Nadat hij in 1978 afstudeerde, ging Ozaki spelen voor Mitsubishi Motors, de voorloper van Urawa Reds. Met deze club werd hij in 1978 en 1982 kampioen van Japan. Ozaki veroverde er in 1978 en 1981 de JSL Cup en in 1978 en 1980 de Beker van de keizer. Hij tekende in 1983 bij Arminia Bielefeld. In 5 jaar speelde hij er 113 competitiewedstrijden en scoorde 18 goals. Ozaki speelde tussen 1988 en 1990 voor St. Pauli en Düsseldorf. Hij tekende in 1990 bij Mitsubishi Motors. Hij tekende in 1993 bij Verdy Kawasaki. Met deze club werd hij in 1993 en 1994 kampioen van Japan. Ozaki beëindigde zijn spelersloopbaan in 1994.

## Japans voetbalelftal
Kazuo Ozaki debuteerde in 1981 in het Japans nationaal elftal en speelde 17 interlands, waarin hij 3 keer scoorde.

## Statistieken

### J.League
| Seizoen | Club           | Competitie | J.League | J.League | J.League Cup | J.League Cup | Totaal | Totaal |
| Seizoen | Club           | Competitie | Wed.     | Dlp.     | Wed.         | Dlp.         | Wed.   | Dlp.   |
| ------- | -------------- | ---------- | -------- | -------- | ------------ | ------------ | ------ | ------ |
| 1992    | Urawa Reds     | J1 League  | -        | -        | 4            | 1            | 4      | 1      |
| 1993    | Verdy Kawasaki | J1 League  | 2        | 0        | 0            | 0            | 2      | 0      |
| 1994    | Verdy Kawasaki | J1 League  | 0        | 0        | 0            | 0            | 0      | 0      |
| Totaal  | Totaal         | Totaal     | 2        | 0        | 4            | 1            | 6      | 1      |

### Interland
| Japans voetbalelftal | Japans voetbalelftal | Japans voetbalelftal |
| Jaar                 | Wed.                 | Dlp.                 |
| -------------------- | -------------------- | -------------------- |
| 1981                 | 9                    | 2                    |
| 1982                 | 7                    | 1                    |
| 1983                 | 1                    | 0                    |
| Totaal               | 17                   | 0                    |